# Heriaeus spinipalpus
Heriaeus spinipalpus là một loài nhện trong họ Thomisidae.
Loài này thuộc chi Heriaeus. Heriaeus spinipalpus được miêu tả năm 1983 bởi Loerbroks.